# Oppen-Haal
Oppen-Haal oder Haal-Oppen ist ein südlicher Stadtteil von Würselen in der Städteregion Aachen. Nördlich liegt Würselen-Mitte und östlich das Gewerbegebiet Kaninsberg am Aachener Kreuz. Südlich liegen der Kaninsberg und der Ravelsberg.

## Geschichte
1449 wurde ein edler Adam von Hall-Frankenberg in seinem Haus belagert; dieses Haus Hall lag höchstwahrscheinlich in Haal. 1800 wurde unter französischer Herrschaft die Mairie de Wurselen im Kanton Burtscheid aus den bisherigen vier Bezirken Würselen, Scherberg, Schweilbach und Morsbach gebildet. Die Commune Würselen bestand zu diesem Zeitpunkt aus Drisch, Haal (oder: Hahl) und Oppen, die bis 1798 zum Quartier Weiden gehört hatten, sowie Würselen, Bissen, Elchenrath und Grevenberg. 1816 kommt Würselen und somit auch Oppen-Haal an den Landkreis Aachen.
Der heutige Doppelstadtteil liegt im Dreieck Haaler Straße/Oppener Straße/A 4.

## Verkehr
Die nächsten Anschlussstellen sind „Aachen-Zentrum/Würselen“ an der A 4 und „Würselen/Verlautenheide“ an der A 544.